# San Pablo (León Cortés)
San Pablo è un distretto della Costa Rica, capoluogo del cantone di León Cortés, nella provincia di San José.